# جفرسون (ویسکانسین)
جفرسون، ویسکانسین  (به انگلیسی: Jefferson) شهری در شهرستان جفرسون ایالت ویسکانسین است که در سال ۱۸۷۸ بنیان‌گذاری شده‌است. این شهر طبق سرشماری سال ۲۰۱۰ میلادی ۷٬۹۷۳ نفر جمعیت داشته‌است.